# Lista de freguesias extintas do Distrito de Braga
Estão aqui maioritariamente as freguesias que foram extintas no século XIX ou 1910 e todas em 2013. 

## Século XIX ou em 1910

### Barcelos
- Banho
- Crujães
- Guinzo
- Quiraz
- São Salvador de Palme
- São Julião do Calendário

### Braga
- Dadim
- São José
- São Lázaro

### Cabeceiras de Basto
- Samão

### Guimarães
- Santa Eulália de Pentieiros
- Santa Maria da Oliveira
- Santa Maria de Matamá
- São Cosme e São Damião da Lobeira
- São Cristóvão de Abação
- São Miguel do Castelo
- São Miguel do Paraíso

### Póvoa de Lanhoso
- Santa Tecla de Geraz do Minho

### Vila Nova de Famalicão
- Fins de Riba de Ave
- Gemunde
- São Salvador de Arnoso

### Vila Verde
- Macarome
- Parada

## Em 2013

### Amares
- Amares
- Besteiros
- Caldelas
- Figueiredo
- Ferreiros
- Paranhos
- Paredes Secas
- Portela
- Prozelo
- Sequeiros
- Seramil
- Torre
- Vitela

### Barcelos
- Aguiar (Barcelos)
- Alheira
- Areias de Vilar
- Barcelos
- Campo
- Carreira
- Chavão
- Chorente
- Courel
- Couto (Barcelos)
- Creixomil
- Durrães
- Encourados
- Faria
- Feitos
- Fonte Coberta
- Gamil
- Goios
- Grimancelos
- Gueral
- Igreja Nova
- Mariz
- Midões
- Milhazes
- Minhotães
- Monte de Fralães
- Negreiros
- Pedra Furada
- Quintiães
- Santa Eulália de Rio Covo
- Santo Estêvão de Bastuço
- São João de Bastuço
- São Martinho de Alvito
- São Martinho de Vila Frescainha
- São Pedro de Alvito
- São Pedro de Vila Frescainha
- Sequeade
- Silveiros
- Tamel (Santa Leocádia)
- Tamel (São Pedro Fins)
- Tregosa
- Viatodos
- Vila Boa
- Vilar de Figos
- Vilar do Monte
- Vila Cova

### Braga
- Arcos (Braga)
- Arentim
- Aveleda
- Cabreiros
- Celeirós
- Cividade
- Crespos
- Cunha (Braga)
- Dume
- Escudeiros
- Ferreiros
- Fradelos
- Fraião
- Frossos
- Gondizalves
- Guisante
- Lamaçães
- Lomar
- Maximinos
- Morreira
- Navarra (Braga)
- Nogueira (Braga)
- Nogueiró
- Panóias (Braga)
- Parada de Tibães
- Pousada (Braga)
- Real (Braga)
- Santa Lucrécia de Algeriz
- Santo Estêvão do Penso
- São José de São Lázaro
- São João do Souto
- São Julião dos Passos
- São Mamede de Este
- São Paio de Merelim
- São Pedro de Este
- São Pedro de Merelim
- São Pedro de Oliveira
- São Vicente do Penso
- Sé (Braga)
- Semelhe
- Tenões
- Trandeiras
- Vilaça
- Vimieiro

### Cabeceiras de Basto
- Alvite
- Arco de Baúlhe
- Gondiães
- Outeiro
- Painzela
- Passos
- Refojos de Basto
- Vila Nune
- Vilar de Cunhas

### Celorico de Basto
- Britelo
- Caçarilhe
- Canedo de Basto
- Carvalho
- Corgo
- Gagos (Celorico de Basto)
- Gémeos
- Infesta
- Molares (Celorico de Basto)
- Ourilhe
- Santa Tecla de Basto
- Veade

### Esposende
- Apúlia
- Belinho
- Curvos
- Esposende
- Fão
- Fonte Boa
- Gandra
- Mar (Esposende)
- Marinhas
- Palmeira de Faro
- Rio Tinto

### Fafe
- Aboim
- Agrela
- Antime
- Ardegão
- Arnozela
- Cepães
- Fareja
- Felgueiras
- Freitas
- Gontim
- Monte
- Moreira do Rei
- Pedraído
- Queimadela
- São Clemente de Silvares
- Seidões
- Serafão
- Várzea Cova
- Vila Cova

### Guimarães
- Arosa
- Atães
- Balazar (Guimarães)
- Calvos (Guimarães)
- Castelões
- Conde (Guimarães)
- Corvite
- Donim
- Figueiredo (Guimarães)
- Gandarela
- Gémeos
- Gominhães
- Gondomar
- Leitões
- Mascotelos
- Oleiros (Guimarães)
- Oliveira do Castelo
- Rendufe
- Salvador de Briteiros
- Santa Leocádia de Briteiros
- Santa Maria de Airão
- Santa Maria de Souto
- Santiago de Candoso
- Santo Estêvão de Briteiros
- Santo Tirso de Prazins
- São Clemente de Sande
- São Faustino
- São João Batista de Airão
- São Lourenço de Sande
- São Lourenço de Selho
- São Paio
- São Salvador de Souto
- São Sebastião
- São Tomé de Abação
- Serzedo (Guimarães)
- Tabuadelo
- Vermil
- Vila Nova de Sande

### Póvoa de Lanhoso
- Águas Santas
- Brunhais
- Calvos
- Campos
- Esperança
- Fontarcada
- Frades
- Louredo
- Moure
- Oliveira

### Terras de Bouro
- Brufe
- Chamoim
- Chorense
- Cibões
- Monte
- Vilar

### Vieira do Minho
- Anissó
- Anjos
- Campos
- Caniçada
- Cova
- Ruivães
- Soengas
- Soutelo
- Vilar Chão
- Ventosa

### Vila Nova de Famalicão
- Abade de Vermoim
- Antas
- Santa Maria de Arnoso
- Avidos
- Bente
- Cabeçudos
- Calendário
- Carreira
- Cavalões
- Esmeriz
- Gondifelos
- Jesufrei
- Lagoa
- Lemenhe
- Mouquim
- Novais
- Outiz
- Portela
- Ruivães
- Sezures
- Telhado
- São Cosme do Vale
- Vila Nova de Famalicão

### Vila Verde
- Aboim da Nóbrega
- Arcozelo
- Atães
- Azões
- Barbudo
- Barros
- Codeceda
- Covas
- Duas Igrejas
- Esqueiros
- Goães
- Gomide
- Gondiães
- Godinhaços
- Gondomar
- Marrancos
- Mós
- Nevogilde
- Passô
- Pedregais
- Penascais
- Pico de Regalados
- Portela das Cabras
- Rio Mau
- Sande
- Santa Marinha de Oriz
- Santiago de Carreiras
- São Mamede de Escariz
- São Martinho de Escariz
- São Martinho de Valbom
- São Miguel de Carreiras
- São Miguel de Oriz
- São Pedro de Valbom
- Travassós
- Valões
- Vilarinho
- Vila Verde

### Vizela
- Tagilde
- São Paio de Vizela